# Área de gobierno local (Nigeria)
Un Área de Gobierno Local (AGL) es una de las divisiones de administración política pertenecientes a Nigeria. Existen 774 AGL.
Cada Área de Gobierno Local es administrada por un Consejo Local de Gobierno compuesta por un presidente que es el director Administrativo de la AGL, y otros miembros electos que se conocen como Consejeros.
Las funciones de los Gobiernos Locales se detallan en la Constitución de Nigeria, e incluyen:
- Recomendaciones económicas del Estado;
- Recolección de los impuestos y tasas;
- Establecimiento y mantenimiento de los cementerios y hogares para indigentes y enfermos;
- Licencias de bicicletas, camiones (que no sean camiones de tracción mecánica), canoas, carretillas y carros;
- Creación, mantenimiento y regulación de los mercados, los parques de motor y aseos públicos;
- Construcción y mantenimiento de carreteras, calles, drenajes y otras vías públicas, parques y espacios abiertos;
- Nombres de las carreteras y calles y la numeración de las casas;
- Provisión y mantenimiento del transporte público y eliminación de desperdicios;
- El registro de nacimientos, defunciones y matrimonios;
- Evaluación de la compañía privada propiedad de casas o viviendas con el fin de recaudar las tasas que sean prescritos por la Asamblea Legislativa de un Estado, y
- Control y regulación de la publicidad al aire libre, circulación y tenencia de mascotas de todo tipo, tiendas y quioscos, restaurantes y otros lugares para la venta de alimentos al público, y lavanderías.

Cada una de las áreas se subdividen en barrios con un mínimo de diez y un máximo de quince.

## Áreas de Gobierno Local
| AGL (LGA)           | Estado                           |       |
| ------------------- | -------------------------------- | ----- |
| Abadam              | Estado de Borno                  |       |
| Abaji               | Territorio de la Capital Federal |       |
| Abak                | Estado de Akwa Ibom              |       |
| Abakaliki           | Estado de Ebonyi                 |       |
| Aba North           | Estado de Abia                   |       |
| Aba South           | Estado de Abia                   |       |
| Abeokuta North      | Estado de Ogun                   |       |
| Abeokuta South      | Estado de Ogun                   |       |
| Abi                 | Estado de Cross River            |       |
| Aboh Mbaise         | Estado de Imo                    |       |
| Abua-Odual          | Estado de Rivers                 |       |
| Adavi               | Estado de Kogi                   |       |
| Ado Ekiti           | Estado de Ekiti                  |       |
| Ado-Odo/Ota         | Estado de Ogun                   |       |
| Afijio              | Estado de Oyo                    |       |
| Afikpo North        | Estado de Ebonyi                 |       |
| Afikpo South (Edda) | Estado de Ebonyi                 |       |
| Agaie               | Estado de Níger                  |       |
| Agatu               | Estado de Benue                  |       |
| Agwara              | Estado de Níger                  |       |
| Agege               | Estado de Lagos                  |       |
| Aguata              | Estado de Anambra                |       |
| Ahiazu Mbaise       | Estado de Imo                    |       |
| Ahoada East         | Estado de Rivers                 |       |
| Ahoada West         | Estado de Rivers                 |       |
| Ajaokuta            | Estado de Kogi                   |       |
| Ajeromi-Ifelodun    | Estado de Lagos                  |       |
| Ajingi              | Estado de Kano                   |       |
| Akamkpa             | Estado de Cross River            |       |
| Akinyele            | Estado de Oyo                    |       |
| Akko                | Estado de Gombe                  |       |
| Akoko-Edo           | Estado de Edo                    |       |
| Akoko North-East    | Estado de Ondo                   |       |
| Akoko North-West    | Estado de Ondo                   |       |
| Akoko South-West    | Estado de Ondo                   |       |
| Akoko South-East    | Estado de Ondo                   |       |
| Akpabuyo            | Estado de Cross River            |       |
| Akuku-Toru          | Estado de Rivers                 |       |
| Akure North         | Estado de Ondo                   |       |
| Akure South         | Estado de Ondo                   |       |
| Akwanga             | Estado de Nasarawa               |       |
| Albasu              | Estado de Kano                   |       |
| Aleiro              | Estado de Kebbi                  |       |
| Alimosho            | Estado de Lagos                  |       |
| Alkaleri            | Estado de Bauchi                 |       |
| Amuwo-Odofin        | Estado de Lagos                  |       |
| Anambra East        | Estado de Anambra                |       |
| Anambra West        | Estado de Anambra                |       |
| Anaocha             | Estado de Anambra                |       |
| Andoni              | Estado de Rivers                 |       |
| Aninri              | Estado de Enugu                  |       |
| Aniocha North       | Estado de Delta                  |       |
| Aniocha South       | Estado de Delta                  |       |
| Anka                | Estado de Zamfara                |       |
| Ankpa               | Estado de Kogi                   |       |
| Apa                 | Estado de Benue                  |       |
| Apapa               | Estado de Lagos                  |       |
| Ado                 | Estado de Benue                  |       |
| Ardo Kola           | Estado de Taraba                 |       |
| Arewa Dandi         | Estado de Kebbi                  |       |
| Argungu             | Estado de Kebbi                  |       |
| Arochukwu           | Estado de Abia                   |       |
| Asa                 | Estado de Kwara                  |       |
| Asari-Toru          | Estado de Rivers                 |       |
| Askira/Uba          | Estado de Borno                  |       |
| Atakunmosa East     | Estado de Osun                   |       |
| Atakunmosa West     | Estado de Osun                   |       |
| Atiba               | Estado de Oyo                    |       |
| Atisbo              | Estado de Oyo                    |       |
| Augie               | Estado de Kebbi                  |       |
| Auyo                | Estado de Jigawa                 |       |
| Awe                 | Estado de Nasarawa               |       |
| Awgu                | Estado de Enugu                  |       |
| Awka North          | Estado de Anambra                |       |
| Awka South          | Estado de Anambra                |       |
| Ayamelum            | Estado de Anambra                |       |
| Aiyedaade           | Estado de Osun                   |       |
| Aiyedire            | Estado de Osun                   |       |
| Ajamgbadi           | Estado de Jigawa                 |       |
| Babura              | Estado de Jigawa                 |       |
| Badagry             | Estado de Lagos                  |       |
| Bagudo              | Estado de Kebbi                  |       |
| Bagwai              | Estado de Kano                   |       |
| Bakassi             | Estado de Cross River            |       |
| Bokkos              | Estado de Plateau                |       |
| Bakori              | Estado de Katsina                |       |
| Bakura              | Estado de Zamfara                |       |
| Balanga             | Estado de Gombe                  |       |
| Bali                | Estado de Taraba                 |       |
| Bama                | Estado de Borno                  |       |
| Bade                | Estado de Yobe                   |       |
| Barkin Ladi         | Estado de Plateau                |       |
| Baruten             | Estado de Kwara                  |       |
| Bassa               | Estado de Kogi                   |       |
| Bassa               | Estado de Plateau                |       |
| Batagarawa          | Estado de Katsina                |       |
| Batsari             | Estado de Katsina                |       |
| Bauchi              | Estado de Bauchi                 |       |
| Baure               | Estado de Katsina                |       |
| Bayo                | Estado de Borno                  |       |
| Bebeji              | Estado de Kano                   |       |
| Bekwarra            | Estado de Cross River            |       |
| Bende               | Estado de Abia                   |       |
| Biase               | Estado de Cross River            |       |
| Bichi               | Estado de Kano                   |       |
| Bida                | Estado de Níger                  |       |
| Billiri             | Estado de Gombe                  |       |
| Bindawa             | Estado de Katsina                |       |
| Binji               | Estado de Sokoto                 |       |
| Biriniwa            | Estado de Jigawa                 |       |
| Birnin Gwari        | Estado de Kaduna                 |       |
| Birnin Kebbi        | Estado de Kebbi                  |       |
| Birnin Kudu         | Estado de Jigawa                 |       |
| Birnin Magaji/Kiyaw | Estado de Zamfara                |       |
| Biu                 | Estado de Borno                  |       |
| Bodinga             | Estado de Sokoto                 |       |
| Bogoro              | Estado de Bauchi                 |       |
| Boki                | Estado de Cross River            |       |
| Boluwaduro          | Estado de Osun                   |       |
| Bomadi              | Estado de Delta                  |       |
| Bonny               | Estado de Rivers                 |       |
| Borgu               | Estado de Níger                  |       |
| Boripe              | Estado de Osun                   |       |
| Bursari             | Estado de Yobe                   |       |
| Bosso               | Estado de Níger                  |       |
| Brass               | Estado de Bayelsa                |       |
| Buji                | Estado de Jigawa                 |       |
| Bukkuyum            | Estado de Zamfara                |       |
| Buruku              | Estado de Benue                  |       |
| Bungudu             | Estado de Zamfara                |       |
| Bunkure             | Estado de Kano                   |       |
| Bunza               | Estado de Kebbi                  |       |
| Burutu              | Estado de Delta                  |       |
| Bwari               | Territorio de la Capital Federal |       |
| Calabar Municipal   | Estado de Cross River            |       |
| Calabar South       | Estado de Cross River            |       |
| Chanchaga           | Estado de Níger                  |       |
| Charanchi           | Estado de Katsina                |       |
| Chibok              | Estado de Borno                  |       |
| Chikun              | Estado de Kaduna                 |       |
| Dala                | Estado de Kano                   |       |
| Damaturu            | Estado de Yobe                   |       |
| Damban              | Estado de Bauchi                 |       |
| Dambatta            | Estado de Kano                   |       |
| Damboa              | Estado de Borno                  |       |
| Dandi               | Estado de Kebbi                  |       |
| Dandume             | Estado de Katsina                |       |
| Dange Shuni         | Estado de Sokoto                 |       |
| Danja               | Estado de Katsina                |       |
| Dan Musa            | Estado de Katsina                |       |
| Darazo              | Estado de Bauchi                 |       |
| Dass                | Estado de Bauchi                 |       |
| Daura               | Estado de Katsina                |       |
| Dawakin Kudu        | Estado de Kano                   |       |
| Dawakin Tofa        | Estado de Kano                   |       |
| Degema              | Estado de Rivers                 |       |
| Dekina              | Estado de Kogi                   |       |
| Demsa               | Estado de Adamawa                |       |
| Dikwa               | Estado de Borno                  |       |
| Doguwa              | Estado de Kano                   |       |
| Doma                | Estado de Nasarawa               |       |
| Donga               | Estado de Taraba                 |       |
| Dukku               | Estado de Gombe                  |       |
| Dunukofia           | Estado de Anambra                |       |
| Dutse               | Estado de Jigawa                 |       |
| Dutsi               | Estado de Katsina                |       |
| Dutsin Ma           | Estado de Katsina                |       |
| Eastern Obolo       | Estado de Akwa Ibom              |       |
| Ebonyi              | Estado de Ebonyi                 |       |
| Edati               | Estado de Níger                  |       |
| Ede North           | Estado de Osun                   |       |
| Ede South           | Estado de Osun                   |       |
| Edu                 | Estado de Kwara                  |       |
| Ife Central         | Estado de Osun                   |       |
| Ife East            | Estado de Osun                   |       |
| Ife North           | Estado de Osun                   |       |
| Ife South           | Estado de Osun                   |       |
| Efon                | Estado de Ekiti                  |       |
| Yewa North          | Estado de Ogun                   |       |
| Yewa South          | Estado de Ogun                   |       |
| Egbeda              | Estado de Oyo                    |       |
| Egbedore            | Estado de Osun                   |       |
| Egor                | Estado de Edo                    |       |
| Ehime Mbano         | Estado de Imo                    |       |
| Ejigbo              | Estado de Osun                   |       |
| Ekeremor            | Estado de Bayelsa                |       |
| Eket                | Estado de Akwa Ibom              |       |
| Ekiti               | Estado de Kwara                  |       |
| Ekiti East          | Estado de Ekiti                  |       |
| Ekiti South-West    | Estado de Ekiti                  |       |
| Ekiti West          | Estado de Ekiti                  |       |
| Ekwusigo            | Estado de Anambra                |       |
| Eleme               | Estado de Rivers                 |       |
| Emuoha              | Estado de Rivers                 |       |
| Emure               | Estado de Ekiti                  |       |
| Enugu East          | Estado de Enugu                  |       |
| Enugu North         | Estado de Enugu                  |       |
| Enugu South         | Estado de Enugu                  |       |
| Epe                 | Estado de Lagos                  |       |
| Esan Central        | Estado de Edo                    |       |
| Esan North-East     | Estado de Edo                    |       |
| Esan South-East     | Estado de Edo                    |       |
| Esan West           | Estado de Edo                    |       |
| Ese Odo             | Estado de Ondo                   |       |
| Esit Eket           | Estado de Akwa Ibom              |       |
| Essien Udim         | Estado de Akwa Ibom              |       |
| Etche               | Estado de Rivers                 |       |
| Ethiope East        | Estado del Delta                 |       |
| Ethiope West        | Estado del Delta                 |       |
| Etim Ekpo           | Estado de Akwa Ibom              |       |
| Etinan              | Estado de Akwa Ibom              |       |
| Eti Osa             | Estado de Lagos                  |       |
| Etsako Central      | Estado de Edo                    |       |
| Etsako East         | Estado de Edo                    |       |
| Etsako West         | Estado de Edo                    |       |
| Etung               | Estado de Cross River            | [ 2 ] |
| Ewekoro             | Estado de Ogun                   |       |
| Ezeagu              | Estado de Enugu                  |       |
| Ezinihitte          | Estado de Imo                    |       |
| Ezza North          | Estado de Ebonyi                 |       |
| Ezza South          | Estado de Ebonyi                 |       |
| Fagge               | Estado de Kano                   |       |
| Fakai               | Estado de Kebbi                  |       |
| Faskari             | Estado de Katsina                |       |
| Fika                | Estado de Yobe                   |       |
| Fufure              | Estado de Adamawa                |       |
| Funakaye            | Estado de Gombe                  |       |
| Fune                | Estado de Yobe                   |       |
| Funtua              | Estado de Katsina                |       |
| Gabasawa            | Estado de Kano                   |       |
| Gada                | Estado de Sokoto                 |       |
| Gagarawa            | Estado de Jigawa                 |       |
| Gamawa              | Estado de Bauchi                 |       |
| Ganjuwa             | Estado de Bauchi                 |       |
| Ganye               | Estado de Adamawa                |       |
| Garki               | Estado de Jigawa                 |       |
| Garko               | Estado de Kano                   |       |
| Garun Mallam        | Estado de Kano                   |       |
| Gashaka             | Estado de Taraba                 |       |
| Gassol              | Estado de Taraba                 |       |
| Gaya                | Estado de Kano                   |       |
| Gayuk               | Estado de Adamawa                |       |
| Gezawa              | Estado de Kano                   |       |
| Gbako               | Estado de Níger                  |       |
| Gboko               | Estado de Benue                  |       |
| Gbonyin             | Estado de Ekiti                  |       |
| Geidam              | Estado de Yobe                   |       |
| Giade               | Estado de Bauchi                 |       |
| Giwa                | Estado de Kaduna                 |       |
| Gokana              | Estado de Rivers                 |       |
| Gombe               | Estado de Gombe                  |       |
| Gombi               | Estado de Adamawa                |       |
| Goronyo             | Estado de Sokoto                 |       |
| Grie                | Estado de Adamawa                |       |
| Gubio               | Estado de Borno                  |       |
| Gudu                | Estado de Sokoto                 |       |
| Gujba               | Estado de Yobe                   |       |
| Gulani              | Estado de Yobe                   |       |
| Guma                | Estado de Benue                  |       |
| Gumel               | Estado de Jigawa                 |       |
| Gummi               | Estado de Zamfara                |       |
| Gurara              | Estado de Níger                  |       |
| Guri                | Estado de Jigawa                 |       |
| Gusau               | Estado de Zamfara                |       |
| Guzamala            | Estado de Borno                  |       |
| Gwadabawa           | Estado de Sokoto                 |       |
| Gwagwalada          | Territorio de la Capital Federal |       |
| Gwale               | Estado de Kano                   |       |
| Gwandu              | Estado de Kebbi                  |       |
| Gwaram              | Estado de Jigawa                 |       |
| Gwarzo              | Estado de Kano                   |       |
| Gwer East           | Estado de Benue                  |       |
| Gwer West           | Estado de Benue                  |       |
| Gwiwa               | Estado de Jigawa                 |       |
| Gwoza               | Estado de Borno                  |       |
| Hadejia             | Estado de Jigawa                 |       |
| Hawul               | Estado de Borno                  |       |
| Hong                | Estado de Adamawa                |       |
| Ibadan North        | Estado de Oyo                    |       |
| Ibadan North-East   | Estado de Oyo                    |       |
| Ibadan North-West   | Estado de Oyo                    |       |
| Ibadan South-East   | Estado de Oyo                    |       |
| Ibadan South-West   | Estado de Oyo                    |       |
| Ibaji               | Estado de Kogi                   |       |
| Ibarapa Central     | Estado de Oyo                    |       |
| Ibarapa East        | Estado de Oyo                    |       |
| Ibarapa North       | Estado de Oyo                    |       |
| Ibeju-Lekki         | Estado de Lagos                  |       |
| Ibeno               | Estado de Akwa Ibom              |       |
| Ibesikpo Asutan     | Estado de Akwa Ibom              |       |
| Ibi                 | Estado de Taraba                 |       |
| Ibiono-Ibom         | Estado de Akwa Ibom              |       |
| Idah                | Estado de Kogi                   |       |
| Idanre              | Estado de Ondo                   |       |
| Ideato North        | Estado de Imo                    |       |
| Ideato South        | Estado de Imo                    |       |
| Idemili North       | Estado de Anambra                |       |
| Idemili South       | Estado de Anambra                |       |
| Ido                 | Estado de Oyo                    |       |
| Ido Osi             | Estado de Ekiti                  |       |
| Ifako-Ijaiye        | Estado de Lagos                  |       |
| Ifedayo             | Estado de Osun                   |       |
| Ifedore             | Estado de Ondo                   |       |
| Ifelodun            | Estado de Kwara                  |       |
| Ifelodun            | Estado de Osun                   |       |
| Ifo                 | Estado de Ogun                   |       |
| Igabi               | Estado de Kaduna                 |       |
| Igalamela Odolu     | Estado de Kogi                   |       |
| Igbo Etiti          | Estado de Enugu                  |       |
| Igbo Eze North      | Estado de Enugu                  |       |
| Igbo Eze South      | Estado de Enugu                  |       |
| Igueben             | Estado de Edo                    |       |
| Ihiala              | Estado de Anambra                |       |
| Ihitte/Uboma        | Estado de Imo                    |       |
| Ilaje               | Estado de Ondo                   |       |
| Ijebu East          | Estado de Ogun                   |       |
| Ijebu North         | Estado de Ogun                   |       |
| Ijebu North East    | Estado de Ogun                   |       |
| Ijebu Ode           | Estado de Ogun                   |       |
| Ijero               | Estado de Ekiti                  |       |
| Ijumu               | Estado de Kogi                   |       |
| Ika                 | Estado de Akwa Ibom              |       |
| Ika North East      | Estado del Delta                 |       |
| Ikara               | Estado de Kaduna                 |       |
| Ika South           | Estado del Delta                 |       |
| Ikeduru             | Estado de Imo                    |       |
| Ikeja               | Estado de Lagos                  |       |
| Ikenne              | Estado de Ogun                   |       |
| Ikere               | Estado de Ekiti                  |       |
| Ikole               | Estado de Ekiti                  |       |
| Ikom                | Estado de Cross River            | [ 2 ] |
| Ikono               | Estado de Akwa Ibom              |       |
| Ikorodu             | Estado de Lagos                  |       |
| Ikot Abasi          | Estado de Akwa Ibom              |       |
| Ikot Ekpene         | Estado de Akwa Ibom              |       |
| Ikpoba Okha         | Estado de Edo                    |       |
| Ikwerre             | Estado de Rivers                 |       |
| Ikwo                | Estado de Ebonyi                 |       |
| Ikwuano             | Estado de Abia                   |       |
| Ila                 | Estado de Osun                   |       |
| Ilejemeje           | Estado de Ekiti                  |       |
| Ile Oluji/Okeigbo   | Estado de Ondo                   |       |
| Ilesa East          | Estado de Osun                   |       |
| Ilesa West          | Estado de Osun                   |       |
| Illela              | Estado de Sokoto                 |       |
| Ilorin East         | Estado de Kwara                  |       |
| Ilorin South        | Estado de Kwara                  |       |
| Ilorin West         | Estado de Kwara                  |       |
| Imeko Afon          | Estado de Ogun                   |       |
| Ingawa              | Estado de Katsina                |       |
| Ini                 | Estado de Akwa Ibom              |       |
| Ipokia              | Estado de Ogun                   |       |
| Irele               | Estado de Ondo                   |       |
| Irepo               | Estado de Oyo                    |       |
| Irepodun            | Estado de Kwara                  |       |
| Irepodun            | Estado de Osun                   |       |
| Irepodun/Ifelodun   | Estado de Ekiti                  |       |
| Irewole             | Estado de Osun                   |       |
| Isa                 | Estado de Sokoto                 |       |
| Ise/Orun            | Estado de Ekiti                  |       |
| Iseyin              | Estado de Oyo                    |       |
| Ishielu             | Estado de Ebonyi                 |       |
| Isiala Mbano        | Estado de Imo                    |       |
| Isiala Ngwa North   | Estado de Abia                   |       |
| Isiala Ngwa South   | Estado de Abia                   |       |
| Isin                | Estado de Kwara                  |       |
| Isi Uzo             | Estado de Enugu                  |       |
| Isokan              | Estado de Osun                   |       |
| Isoko North         | Estado del Delta                 |       |
| Isoko South         | Estado del Delta                 |       |
| Isu                 | Estado de Imo                    |       |
| Isuikwuato          | Estado de Abia                   |       |
| Itas/Gadau          | Estado de Bauchi                 |       |
| Itesiwaju           | Estado de Oyo                    |       |
| Itu                 | Estado de Akwa Ibom              |       |
| Ivo                 | Estado de Ebonyi                 |       |
| Iwajowa             | Estado de Oyo                    |       |
| Iwo                 | Estado de Osun                   |       |
| Izzi                | Estado de Ebonyi                 |       |
| Jaba                | Estado de Kaduna                 |       |
| Jada                | Estado de Adamawa                |       |
| Jahun               | Estado de Jigawa                 |       |
| Jakusko             | Estado de Yobe                   |       |
| Jalingo             | Estado de Taraba                 |       |
| Jama'are            | Estado de Bauchi                 |       |
| Jega                | Estado de Kebbi                  |       |
| Jema'a              | Estado de Kaduna                 |       |
| Jere                | Estado de Borno                  |       |
| Jibia               | Estado de Katsina                |       |
| Jos East            | Estado de Plateau                |       |
| Jos North           | Estado de Plateau                |       |
| Jos South           | Estado de Plateau                |       |
| Kabba/Bunu          | Estado de Kogi                   |       |
| Kabo                | Estado de Kano                   |       |
| Kachia              | Estado de Kaduna                 |       |
| Kaduna North        | Estado de Kaduna                 |       |
| Kaduna South        | Estado de Kaduna                 |       |
| Kafin Hausa         | Estado de Jigawa                 |       |
| Kafur               | Estado de Katsina                |       |
| Kaga                | Estado de Borno                  |       |
| Kagarko             | Estado de Kaduna                 |       |
| Kaiama              | Estado de Kwara                  |       |
| Kaita               | Estado de Katsina                |       |
| Kajola              | Estado de Oyo                    |       |
| Kajuru              | Estado de Kaduna                 |       |
| Kala/Balge          | Estado de Borno                  |       |
| Kalgo               | Estado de Kebbi                  |       |
| Kaltungo            | Estado de Gombe                  |       |
| Kanam               | Estado de Plateau                |       |
| Kankara             | Estado de Katsina                |       |
| Kanke               | Estado de Plateau                |       |
| Kankia              | Estado de Katsina                |       |
| Kano Municipal      | Estado de Kano                   |       |
| Karasuwa            | Estado de Yobe                   |       |
| Karaye              | Estado de Kano                   |       |
| Karim Lamido        | Estado de Taraba                 |       |
| Karu                | Estado de Nasarawa               |       |
| Katagum             | Estado de Bauchi                 |       |
| Katcha              | Estado de Níger                  |       |
| Katsina             | Estado de Katsina                |       |
| Katsina-Ala         | Estado de Benue                  |       |
| Kaura               | Estado de Kaduna                 |       |
| Kaura Namoda        | Estado de Zamfara                |       |
| Kauru               | Estado de Kaduna                 |       |
| Kazaure             | Estado de Jigawa                 |       |
| Keana               | Estado de Nasarawa               |       |
| Kebbe               | Estado de Sokoto                 |       |
| Keffi               | Estado de Nasarawa               |       |
| Khana               | Estado de Rivers                 |       |
| Kibiya              | Estado de Kano                   |       |
| Kirfi               | Estado de Bauchi                 |       |
| Kiri Kasama         | Estado de Jigawa                 |       |
| Kiru                | Estado de Kano                   |       |
| Kiyawa              | Estado de Jigawa                 |       |
| Kogi                | Estado de Kogi                   |       |
| Koko/Besse          | Estado de Kebbi                  |       |
| Kokona              | Estado de Nasarawa               |       |
| Kolokuma/Opokuma    | Estado de Bayelsa                |       |
| Konduga             | Estado de Borno                  |       |
| Konshisha           | Estado de Benue                  |       |
| Kontagora           | Estado de Níger                  |       |
| Kosofe              | Estado de Lagos                  |       |
| Kaugama             | Estado de Jigawa                 |       |
| Kubau               | Estado de Kaduna                 |       |
| Kudan               | Estado de Kaduna                 |       |
| Kuje                | Territorio de la Capital Federal |       |
| Kukawa              | Estado de Borno                  |       |
| Kumbotso            | Estado de Kano                   |       |
| Kumi                | Estado de Taraba                 |       |
| Kunchi              | Estado de Kano                   |       |
| Kura                | Estado de Kano                   |       |
| Kurfi               | Estado de Katsina                |       |
| Kusada              | Estado de Katsina                |       |
| Kwali               | Territorio de la Capital Federal |       |
| Kwande              | Estado de Benue                  |       |
| Kwami               | Estado de Gombe                  |       |
| Kware               | Estado de Sokoto                 |       |
| Kwaya Kusar         | Estado de Borno                  |       |
| Lafia               | Estado de Nasarawa               |       |
| Lagelu              | Estado de Oyo                    |       |
| Lagos Island        | Estado de Lagos                  |       |
| Lagos Mainland      | Estado de Lagos                  |       |
| Langtang South      | Estado de Plateau                |       |
| Langtang North      | Estado de Plateau                |       |
| Lapai               | Estado de Níger                  |       |
| Lamurde             | Estado de Adamawa                |       |
| Lau                 | Estado de Taraba                 |       |
| Lavun               | Estado de Níger                  |       |
| Lere                | Estado de Kaduna                 |       |
| Logo                | Estado de Benue                  |       |
| Lokoja              | Estado de Kogi                   |       |
| Machina             | Estado de Yobe                   |       |
| Madagali            | Estado de Adamawa                |       |
| Madobi              | Estado de Kano                   |       |
| Mafa                | Estado de Borno                  |       |
| Magama              | Estado de Níger                  |       |
| Magumeri            | Estado de Borno                  |       |
| Mai'Adua            | Estado de Katsina                |       |
| Maiduguri           | Estado de Borno                  |       |
| Maigatari           | Estado de Jigawa                 |       |
| Maiha               | Estado de Adamawa                |       |
| Maiyama             | Estado de Kebbi                  |       |
| Makarfi             | Estado de Kaduna                 |       |
| Makoda              | Estado de Kano                   |       |
| Malam Madori        | Estado de Jigawa                 |       |
| Malumfashi          | Estado de Katsina                |       |
| Mangu               | Estado de Plateau                |       |
| Mani                | Estado de Katsina                |       |
| Maradun             | Estado de Zamfara                |       |
| Mariga              | Estado de Níger                  |       |
| Makurdi             | Estado de Benue                  |       |
| Marte               | Estado de Borno                  |       |
| Maru                | Estado de Zamfara                |       |
| Mashegu             | Estado de Níger                  |       |
| Mashi               | Estado de Katsina                |       |
| Matazu              | Estado de Katsina                |       |
| Mayo Belwa          | Estado de Adamawa                |       |
| Mbaitoli            | Estado de Imo                    |       |
| Mbo                 | Estado de Akwa Ibom              |       |
| Michika             | Estado de Adamawa                |       |
| Miga                | Estado de Jigawa                 |       |
| Mikang              | Estado de Plateau                |       |
| Minjibir            | Estado de Kano                   |       |
| Misau               | Estado de Bauchi                 |       |
| Moba                | Estado de Ekiti                  |       |
| Mobbar              | Estado de Borno                  |       |
| Mubi North          | Estado de Adamawa                |       |
| Mubi South          | Estado de Adamawa                |       |
| Mokwa               | Estado de Níger                  |       |
| Monguno             | Estado de Borno                  |       |
| Mopa Muro           | Estado de Kogi                   |       |
| Moro                | Estado de Kwara                  |       |
| Moya                | Estado de Níger                  |       |
| Mkpat-Enin          | Estado de Akwa Ibom              |       |
| Abuya               | Territorio de la Capital Federal |       |
| Musawa              | Estado de Katsina                |       |
| Mushin              | Estado de Lagos                  |       |
| Nafada              | Estado de Gombe                  |       |
| Nangere             | Estado de Yobe                   |       |
| Nasarawa            | Estado de Kano                   |       |
| Nasarawa            | Estado de Nasarawa               |       |
| Nasarawa Egon       | Estado de Nasarawa               |       |
| Ndokwa East         | Estado del Delta                 |       |
| Ndokwa West         | Estado del Delta                 |       |
| Nembe               | Estado de Bayelsa                |       |
| Ngala               | Estado de Borno                  |       |
| Nganzai             | Estado de Borno                  |       |
| Ngaski              | Estado de Kebbi                  |       |
| Ngor Okpala         | Estado de Imo                    |       |
| Nguru               | Estado de Yobe                   |       |
| Ningi               | Estado de Bauchi                 |       |
| Njaba               | Estado de Imo                    |       |
| Njikoka             | Estado de Anambra                |       |
| Nkanu East          | Estado de Enugu                  |       |
| Nkanu West          | Estado de Enugu                  |       |
| Nkwerre             | Estado de Imo                    |       |
| Nnewi North         | Estado de Anambra                |       |
| Nnewi South         | Estado de Anambra                |       |
| Nsit-Atai           | Estado de Akwa Ibom              |       |
| Nsit-Ibom           | Estado de Akwa Ibom              |       |
| Nsit-Ubium          | Estado de Akwa Ibom              |       |
| Nsukka              | Estado de Enugu                  |       |
| Numan               | Estado de Adamawa                |       |
| Nwangele            | Estado de Imo                    |       |
| Obafemi Owode       | Estado de Ogun                   |       |
| Obanliku            | Estado de Cross River            | [ 2 ] |
| Obi                 | Estado de Benue                  |       |
| Obi                 | Estado de Nasarawa               |       |
| Obi Ngwa            | Estado de Abia                   |       |
| Obio/Akpor          | Estado de Rivers                 |       |
| Obokun              | Estado de Osun                   |       |
| Obot Akara          | Estado de Akwa Ibom              |       |
| Obowo               | Estado de Imo                    |       |
| Obubra              | Estado de Cross River            | [ 2 ] |
| Obudu               | Estado de Cross River            | [ 2 ] |
| Odeda               | Estado de Ogun                   |       |
| Odigbo              | Estado de Ondo                   |       |
| Odogbolu            | Estado de Ogun                   |       |
| Odo Otin            | Estado de Osun                   |       |
| Odukpani            | Estado de Cross River            | [ 2 ] |
| Offa                | Estado de Kwara                  |       |
| Ofu                 | Estado de Kogi                   |       |
| Ogba/Egbema/Ndoni   | Estado de Rivers                 |       |
| Ogbadibo            | Estado de Benue                  |       |
| Ogbaru              | Estado de Anambra                |       |
| Ogbia               | Estado de Bayelsa                |       |
| Ogbomosho North     | Estado de Oyo                    |       |
| Ogbomosho South     | Estado de Oyo                    |       |
| Ogu/Bolo            | Estado de Rivers                 |       |
| Ogoja               | Estado de Cross River            | [ 2 ] |
| Ogo Oluwa           | Estado de Oyo                    |       |
| Ogori/Magongo       | Estado de Kogi                   |       |
| Ogun Waterside      | Estado de Ogun                   |       |
| Oguta               | Estado de Imo                    |       |
| Ohafia              | Estado de Abia                   |       |
| Ohaji/Egbema        | Estado de Imo                    |       |
| Ohaozara            | Estado de Ebonyi                 |       |
| Ohaukwu             | Estado de Ebonyi                 |       |
| Ohimini             | Estado de Benue                  |       |
| Orhionmwon          | Estado de Edo                    |       |
| Oji River           | Estado de Enugu                  |       |
| Ojo                 | Estado de Lagos                  |       |
| Oju                 | Estado de Benue                  |       |
| Okehi               | Estado de Kogi                   |       |
| Okene               | Estado de Kogi                   |       |
| Oke Ero             | Estado de Kwara                  |       |
| Okigwe              | Estado de Imo                    |       |
| Okitipupa           | Estado de Ondo                   |       |
| Okobo               | Estado de Akwa Ibom              |       |
| Okpe                | Estado del Delta                 |       |
| Okrika              | Estado de Rivers                 |       |
| Olamaboro           | Estado de Kogi                   |       |
| Ola Oluwa           | Estado de Osun                   |       |
| Olorunda            | Estado de Osun                   |       |
| Olorunsogo          | Estado de Oyo                    |       |
| Oluyole             | Estado de Oyo                    |       |
| Omala               | Estado de Kogi                   |       |
| Omuma               | Estado de Rivers                 |       |
| Ona Ara             | Estado de Oyo                    |       |
| Ondo East           | Estado de Ondo                   |       |
| Ondo West           | Estado de Ondo                   |       |
| Onicha              | Estado de Ebonyi                 |       |
| Onitsha North       | Estado de Anambra                |       |
| Onitsha South       | Estado de Anambra                |       |
| Onna                | Estado de Akwa Ibom              |       |
| Okpokwu             | Estado de Benue                  |       |
| Opobo/Nkoro         | Estado de Rivers                 |       |
| Oredo               | Estado de Edo                    |       |
| Orelope             | Estado de Oyo                    |       |
| Oriade              | Estado de Osun                   |       |
| Ori Ire             | Estado de Oyo                    |       |
| Orlu                | Estado de Imo                    |       |
| Orolu               | Estado de Osun                   |       |
| Oron                | Estado de Akwa Ibom              |       |
| Orsu                | Estado de Imo                    |       |
| Oru East            | Estado de Imo                    |       |
| Oruk Anam           | Estado de Akwa Ibom              |       |
| Orumba North        | Estado de Anambra                |       |
| Orumba South        | Estado de Anambra                |       |
| Oru West            | Estado de Imo                    |       |
| Ose                 | Estado de Ondo                   |       |
| Oshimili North      | Estado del Delta                 |       |
| Oshimili South      | Estado del Delta                 |       |
| Oshodi-Isolo        | Estado de Lagos                  |       |
| Osisioma            | Estado de Abia                   |       |
| Osogbo              | Estado de Osun                   |       |
| Oturkpo             | Estado de Benue                  |       |
| Ovia North-East     | Estado de Edo                    |       |
| Ovia South-West     | Estado de Edo                    |       |
| Owan East           | Estado de Edo                    |       |
| Owan West           | Estado de Edo                    |       |
| Owerri Municipal    | Estado de Imo                    |       |
| Owerri North        | Estado de Imo                    |       |
| Owerri West         | Estado de Imo                    |       |
| Owo                 | Estado de Ondo                   |       |
| Oye                 | Estado de Ekiti                  |       |
| Oyi                 | Estado de Anambra                |       |
| Oyigbo              | Estado de Rivers                 |       |
| Oyo                 | Estado de Oyo                    |       |
| Oyo East            | Estado de Oyo                    |       |
| Oyun                | Estado de Kwara                  |       |
| Paikoro             | Estado de Níger                  |       |
| Pankshin            | Estado de Plateau                |       |
| Patani              | Estado del Delta                 |       |
| Pategi              | Estado de Kwara                  |       |
| Port Harcourt       | Estado de Rivers                 |       |
| Potiskum            | Estado de Yobe                   |       |
| Qua'an Pan          | Estado de Plateau                |       |
| Rabah               | Estado de Sokoto                 |       |
| Rafi                | Estado de Níger                  |       |
| Rano                | Estado de Kano                   |       |
| Remo North          | Estado de Ogun                   |       |
| Rijau               | Estado de Níger                  |       |
| Rimi                | Estado de Katsina                |       |
| Rimin Gado          | Estado de Kano                   |       |
| Ringim              | Estado de Jigawa                 |       |
| Riyom               | Estado de Plateau                |       |
| Rogo                | Estado de Kano                   |       |
| Roni                | Estado de Jigawa                 |       |
| Sabon Birni         | Estado de Sokoto                 |       |
| Sabon Gari          | Estado de Kaduna                 |       |
| Sabuwa              | Estado de Katsina                |       |
| Safana              | Estado de Katsina                |       |
| Sagbama             | Estado de Bayelsa                |       |
| Sakaba              | Estado de Kebbi                  |       |
| Saki East           | Estado de Oyo                    |       |
| Saki West           | Estado de Oyo                    |       |
| Sandamu             | Estado de Katsina                |       |
| Sanga               | Estado de Kaduna                 |       |
| Sapele              | Estado del Delta                 |       |
| Sardauna            | Estado de Taraba                 |       |
| Shagamu             | Estado de Ogun                   |       |
| Shagari             | Estado de Sokoto                 |       |
| Shanga              | Estado de Kebbi                  |       |
| Shani               | Estado de Borno                  |       |
| Shanono             | Estado de Kano                   |       |
| Shelleng            | Estado de Adamawa                |       |
| Shendam             | Estado de Plateau                |       |
| Shinkafi            | Estado de Zamfara                |       |
| Shira               | Estado de Bauchi                 |       |
| Shiroro             | Estado de Níger                  |       |
| Shongom             | Estado de Gombe                  |       |
| Shomolu             | Estado de Lagos                  |       |
| Silame              | Estado de Sokoto                 |       |
| Soba                | Estado de Kaduna                 |       |
| Sokoto North        | Estado de Sokoto                 |       |
| Sokoto South        | Estado de Sokoto                 |       |
| Song                | Estado de Adamawa                |       |
| Southern Ijaw       | Estado de Bayelsa                |       |
| Suleja              | Estado de Níger                  |       |
| Sule Tankarkar      | Estado de Jigawa                 |       |
| Sumaila             | Estado de Kano                   |       |
| Suru                | Estado de Kebbi                  |       |
| Surulere            | Estado de Oyo                    |       |
| Surulere            | Estado de Lagos                  |       |
| Tafa                | Estado de Níger                  |       |
| Tafawa Balewa       | Estado de Bauchi                 |       |
| Tai                 | Estado de Rivers                 |       |
| Takai               | Estado de Kano                   |       |
| Takum               | Estado de Taraba                 |       |
| Talata Mafara       | Estado de Zamfara                |       |
| Tambuwal            | Estado de Sokoto                 |       |
| Tangaza             | Estado de Sokoto                 |       |
| Tarauni             | Estado de Kano                   |       |
| Tarka               | Estado de Benue                  |       |
| Tarmuwa             | Estado de Yobe                   |       |
| Taura               | Estado de Jigawa                 |       |
| Toungo              | Estado de Adamawa                |       |
| Tofa                | Estado de Kano                   |       |
| Toro                | Estado de Bauchi                 |       |
| Toto                | Estado de Nasarawa               |       |
| Chafe               | Estado de Zamfara                |       |
| Tsanyawa            | Estado de Kano                   |       |
| Tudun Wada          | Estado de Kano                   |       |
| Tureta              | Estado de Sokoto                 |       |
| Udenu               | Estado de Enugu                  |       |
| Udi                 | Estado de Enugu                  |       |
| Udu                 | Estado del Delta                 |       |
| Udung-Uko           | Estado de Akwa Ibom              |       |
| Ughelli North       | Estado del Delta                 |       |
| Ughelli South       | Estado del Delta                 |       |
| Ugwunagbo           | Estado de Abia                   |       |
| Uhunmwonde          | Estado de Edo                    |       |
| Ukanafun            | Estado de Akwa Ibom              |       |
| Ukum                | Estado de Benue                  |       |
| Ukwa East           | Estado de Abia                   |       |
| Ukwa West           | Estado de Abia                   |       |
| Ukwuani             | Estado del Delta                 |       |
| Umuahia North       | Estado de Abia                   |       |
| Umuahia South       | Estado de Abia                   |       |
| Umu Nneochi         | Estado de Abia                   |       |
| Ungogo              | Estado de Kano                   |       |
| Unuimo              | Estado de Imo                    |       |
| Uruan               | Estado de Akwa Ibom              |       |
| Urue-Offong/Oruko   | Estado de Akwa Ibom              |       |
| Ushongo             | Estado de Benue                  |       |
| Ussa                | Estado de Taraba                 |       |
| Uvwie               | Estado del Delta                 |       |
| Uyo                 | Estado de Akwa Ibom              |       |
| Uzo-Uwani           | Estado de Enugu                  |       |
| Vandeikya           | Estado de Benue                  |       |
| Wamako              | Estado de Sokoto                 |       |
| Wamba               | Estado de Nasarawa               |       |
| Warawa              | Estado de Kano                   |       |
| Warji               | Estado de Bauchi                 |       |
| Warri North         | Estado del Delta                 |       |
| Warri South         | Estado del Delta                 |       |
| Warri South West    | Estado del Delta                 |       |
| Wasagu/Danko        | Estado de Kebbi                  |       |
| Wase                | Estado de Plateau                |       |
| Wudil               | Estado de Kano                   |       |
| Wukari              | Estado de Taraba                 |       |
| Wurno               | Estado de Sokoto                 |       |
| Wushishi            | Estado de Níger                  |       |
| Yabo                | Estado de Sokoto                 |       |
| Yagba East          | Estado de Kogi                   |       |
| Yagba West          | Estado de Kogi                   |       |
| Yakuur              | Estado de Cross River            | [ 2 ] |
| Obi                 | Estado de Benue                  |       |
| Obi                 | Estado de Nasarawa               |       |
| Obi Ngwa            | Estado de Abia                   |       |
| Obio/Akpor          | Estado de Rivers                 |       |
| Obokun              | Estado de Osun                   |       |
| Obot Akara          | Estado de Akwa Ibom              |       |
| Obowo               | Estado de Imo                    |       |
| Obubra              | Estado de Cross River            | s" /> |
| Yala                | Estado de Cross River            | [ 2 ] |
| Yamaltu/Deba        | Estado de Gombe                  |       |
| Yankwashi           | Estado de Jigawa                 |       |
| Yauri               | Estado de Kebbi                  |       |
| Yenagoa             | Estado de Bayelsa                |       |
| Yola North          | Estado de Adamawa                |       |
| Yola South          | Estado de Adamawa                |       |
| Yorro               | Estado de Taraba                 |       |
| Yunusari            | Estado de Yobe                   |       |
| Yusufari            | Estado de Yobe                   |       |
| Zaki                | Estado de Bauchi                 |       |
| Zango               | Estado de Katsina                |       |
| Zangon Kataf        | Estado de Kaduna                 |       |
| Zaria               | Estado de Kaduna                 |       |
| Zing                | Estado de Taraba                 |       |
| Zurmi               | Estado de Zamfara                |       |
| Zuru                | Estado de Kebbi                  |       |